# Не родись в этом жестоком мире
«Не родись в этом жестоком мире» (IAST: «Na Aana Is Des Laado», хинди — न आना इस देस लाडो) — индийский телесериал, премьера которого состоялась 9 марта 2009 года на телеканале Colors TV. Относится к категории просоциальных мыльных опер, с 2009 года оттеснивших на индийском телевидении семейные драмы о вражде свекрови и невестки на второй план.
«Na Aana Is Des Laado» относится к группе телесериалов, вызывающих у индийских телезрителей ностальгию «по своим корням». Достигается это за счёт достоверного изображения  «маленькой Индии»: сравнительно небольших и реально существующих городов и деревень, сохранивших особенности моделей поведения, одежды и языка, характерные для сельских жителей разных регионов страны. История, положенная в основу телесериала, не только осуждает практику убийства новорожденных девочек, которая до сих пор имеет место в некоторых индийских деревнях, но и акцентирует внимание на проблемах, с которыми сталкиваются женщины в сельской местности. Следует также учесть, что благодаря диагностике УЗИ проблема убийства девочек имеет и другой аспект: многие женщины в Индии избавляются от ребёнка женского пола ещё на стадии беременности.

## Сюжет
- Место действия

Действие разворачивается в деревне Вирпур, штат Харьяна.
- Фабула

Это история о смелой городской девушке по имени Сия, которая поднимает голос против Аммаджи, главы (сарпанч) деревни Вирпур. Жители Вирпура и их начальница следуют старинным, давно изжившим себя обычаям, практикуя убийства новорожденных девочек. Сия выступает против жестокостей Аммаджи и пытается поднять жителей Вирпура на борьбу против неё.
Поняв, что в открытую с Сией не справиться, Аммаджи решает привязать её к себе при помощи сына Рагхава. Но, выйдя замуж за Рагхава, Сия с ужасом понимает, что попала в ловушку, — вместо любимой невестки она превращается в покорную служанку и вынуждена смириться перед волей Аммаджи.
Но и после этого Сия не оставляет своей борьбы. Постепенно бесправные и угнетенные женщины семьи начинают ей помогать.
Сможет ли Сия выстоять в борьбе с могущественной Аммаджи, на стороне которой и власть, и деньги, и непререкаемый авторитет? Удастся ли ей растопить сердце сына Аммаджи Рагхава и заручиться его поддержкой? Будет ли положен конец чудовищной практике умерщвления новорожденных девочек в Вирпуре?

## Актёры и персонажи
| Актёр / Актриса         | Роль                                      | Описание персонажа |
| ----------------------- | ----------------------------------------- | --- |
| Мегна Малик             | Аммаджи (Бхагвани Деви Сангван) / Анджали | 1) Главный отрицательный персонаж, женский лидер, глава семьи Сангван; контролирует происходящее в деревне, противостоит рождению девочек в Вирпуре, борется с просветительскими начинаниями Сии. После предательства старших сыновей переосмысливает свои идеалы. 2) Двойник Аммаджи, мать Маусам. Временно заменяет Аммаджи, похищенную Бхану-Пратапом. |
| Вайшнави Дханрадж       | Джанви                                    | Сестра-близнец Дии, дочь Рагхава и Сии, воспитана Амбой, замужем за Сурьей. |
| Капил Нирмал            | Сурья                                     | Сын Раны Рантеджа, женат на Джанви. |
| Симран Каур             | Дия                                       | Дочь Рагхава и Сии, встречается и выходит замуж за Шаурью. Позже встречается с Викрамом. |
| Варун Капур             | Шаурья                                    | Сын Бхану—Пратапа, женат на Дие. Расстается с ней после смерти отца. |
| Сандай Шарма            | Кишанлал                                  | Борется вместе с Аммаджи против Раны Рантеджа. |
| Вини Трипатхи           | Викрам Сингх                              | Инспектор, помогающий Аммаджи и её семье, влюблён в Дию. |
| Яш Дасгупта             | Каран                                     | Сын Сантош, кузен Дии и Джанви. Считается сыном Джогендра. |
| Ришина Кандхари         | Таниша                                    | Невеста Адитьи, позже — жена Карана. Мать Дурги. |
| Ананд Горадия           | Гаджендр Сангван                          | Средний сын Аммаджи. Коварен, не лишен чувства юмора. Отец Адитьи, муж Сунери. |
| Шрешт Кумар             | Адитья                                    | Сын Гаджендра и Сунери, любимый внук Аммаджи. Встречается с Танишей, позже вступает в брак с Рагини. |
| Aвантика Шетти          | Рагини                                    | Жена Адитьи. |
| Хариш Верма             | Автар                                     | Сын Дхарамвира и Шилы, дядя Дии и Джанви. |
| Ринку Вохра             | Чанда                                     | Жена Автара, мать Раджвира. |
| Арьян Пандит            | Раджвир                                   | Сын Автара и Чанды. |
| Мадхурджит Саргхи       | Сантош Джогиндер Сангван                  | Жена Джогиндра, мать Карана. Помогает другим женщинам. |
| Ракейш Шарма            | Яшпал                                     | Телохранитель Аммаджи. |
| Джанви Сангван          | Шивлали                                   | Жена Раны Рантеджа, мать Сурьи, Кульдипа и Парама. |
| Прит Муллани            | Бульбуль                                  | Любовница Раны Рантеджа. |
| Анил Лалвани            | Кульдип                                   | Сын Раны, гей. |
| Шобхит Атрей            | Парам                                     | Сын Раны, влюблён в Джанви. |
| Пратик Митра            | Чамкила                                   | Гей, возлюбленный Кульдипа. |
| Бхавин Вадиа            | Шера                                      | Работает на Рану. |
| Рахул Сингх             | Сатпал                                    | Работает на Рану. |
| Нишант Шокин            | Виджай Чаутала                            | Настоящий отец Карана. |
| Шила Чхадха             | Баджри                                    | Старшая сестра Бхану Пратапа. |
| Дипак Сандху            | Радж                                      | Муж Баджри, эпизодический персонаж. |
| Аям Ментха              | Рана Рантедж                              | Противник Аммаджи и рождения девочек в деревне. |
| Шармили Радж            | Паро                                      | Любовница Дхарамвира Сангвана. |
| Наташа Шарма            | Сия                                       | Главный положительный персонаж, женский лидер, жена Рагхава, мать близнецов Дии и Джанви. Хорошо знает законы, защищает женщин от несправедливости. |
| Адитья Редидж           | Рагхав                                    | Младший сын Аммаджи, муж Сии, отец Дии и Джанви. Выступает против идеалов Аммаджи. |
| Аман Верма              | Бхану Пратап                              | Один из главных врагов Аммаджи, отец Шаурьи. |
| Шикха Сингх             | Амба                                      | Дочь Аммаджи, приемная мать Джанви. |
| Тарун Ананд/Ниссар Кхан | Джогиндр Сангван                          | Старший сын Аммаджи, священник, поддерживает мать, позже предает её. |
| Каннан Арунакхалам      | Дхарамвир Сангван                         | Муж Шилы, отец Автара и Джумар. Одержим властью (5 - 429). |
| Сонал Джа               | Шила                                      | Жена Дхарамвира, мать Автара и Джумар. |
| Шиванги Шарма           | Сунери Сангван                            | Жена Гаджендра, мать Адитьи. Считает, что может делать что угодно, так как родила сына. |
| Шайкха Парвин           | Джумар                                    | Дочь Дхарамвира и Шилы (1 - 369). |
| Менка Лалвани           | Рангили                                   | Вторая жена Автара (79 - 326). |
| Дхрув Латхер            | Дхирадж                                   | Возлюбленный Джумар (136 - 370). |
| Дипрадж Рана            | DM Вора                                   | Государственный инспектор, противник Аммаджи. |
| Дия Чопра               | Сонали                                    | Бывшая возлюбленная Рагхава (208 - 227). |
| Шахаб Кхан              | Деви Сингх                                | Отец Сии, доктор (2 - 98). |
| Рима Ворах              | Вайдехи                                   | Сестра Сии, восхищается ею (2 - 72). |
| Швета Дадхич            | Сунита                                    | Подруга Сии, противница Аммаджи (3 - 103). |
| Асмита Шарма            | Раджо                                     | Жена Яшпала (3 - 107). |

## Трансляция
Сериал транслировался индийским телеканалом «Colors TV» сначала по вечерам, а затем — в 11:30 по московскому времени. Первоначально показывали по четыре серии в неделю, но начиная с 5 октября 2010 — по пять серий еженедельно. Время от времени выходила и так называемая Special—серия, которая в два раза больше обычной (не менее 40 минут) и, как правило (но не всегда), показывалась по субботам. В общей сложности телесериал длился более трех лет.
Особую популярность телесериал приобрел в Азербайджане, где его показывал телеканал «Space TV». Благодаря рассматриваемой в телесериале теме конфликта поколений телесериал побил все рекорды показов. Однако в этой стране с 1 мая 2012 года был введен запрет на трансляцию зарубежных телесериалов и по этой причине показ «Не родись в этом жестоком мире» был прекращен. Руководство телеканала «Space TV» пустило слухи о приезде в Баку актрисы Мегны Малик, сыгравшей в нем роль Аммаджи, который так и остался мифом .

## Награды
| Год  | Название награды                    | Категория                                    | Победитель                   |
| ---- | ----------------------------------- | -------------------------------------------- | ---------------------------- |
| 2009 | The Indian Telly Awards (Popular)   | Actor Negative Role (Female)                 | Мегна Малик                  |
| 2009 | The Indian Telly Awards (Technical) | Editor (Fiction)                             | Афзал и Рандхир              |
| 2009 | The Indian Telly Awards (Technical) | Background Music for a TV Programme(Fiction) | Ашиш Рего                    |
| 2009 | The Indian Telly Awards (Technical) | Screenplay Writer (Drama Series & Soap)      | Камал Пандей                 |
| 2009 | The Indian Telly Awards (Technical) | Dialogue Writer (Drama Series & Soap)        | Рагхувир Шикхават            |
| 2009 | The Indian Telly Awards (Technical) | Story Writer                                 | Камал Пандей                 |
| 2010 | New Talent Awards                   | Best New Actor Male                          | Адитья Редидж                |
| 2010 | New Talent Awards                   | Best New On Screen Jodi                      | Адитья Редидж & Наташа Шарма |
| 2010 | The Indian Telly Awards             | Actor in a Negative Role (Female) JURY       | Мегна Малик                  |
| 2011 | The Indian Telly Awards             | Actor in a Supporting Role                   | Ниссар Хан                   |
| 2011 | 19th Kalakar Awards                 | Best Actress in Negative Role                | Мегна Малик                  |

## Отзывы
В 2009 году главный министр штата Харьяна направил письмо, в котором со ссылкой на жалобы, получаемые от населения, заявил, что телесериал показывает государство в плохом свете. Он попросил руководство телеканала воздержаться от показа нежелательного содержания. Однако среди индийских политиков и чиновников есть мнение, что некоторые сюжетные линии телесериала «Na Aana Is Des Laado» и ещё нескольких («Balika Vadhu», «Luteri Dulhan») были позаимствованы из реальной жизни штата Харьяна, где существует значительная демографическая диспропорция между женским и мужским населением.